# USS LST-761
O USS LST-761 foi um navio de guerra norte-americano da classe LST que operou durante a Segunda Guerra Mundial.